# Tanymecosticta jejuna
Tanymecosticta jejuna är en trollsländeart som beskrevs av Maurits Anne Lieftinck 1959. Tanymecosticta jejuna ingår i släktet Tanymecosticta och familjen Isostictidae. Inga underarter finns listade i Catalogue of Life.